# ガーナチョコレート

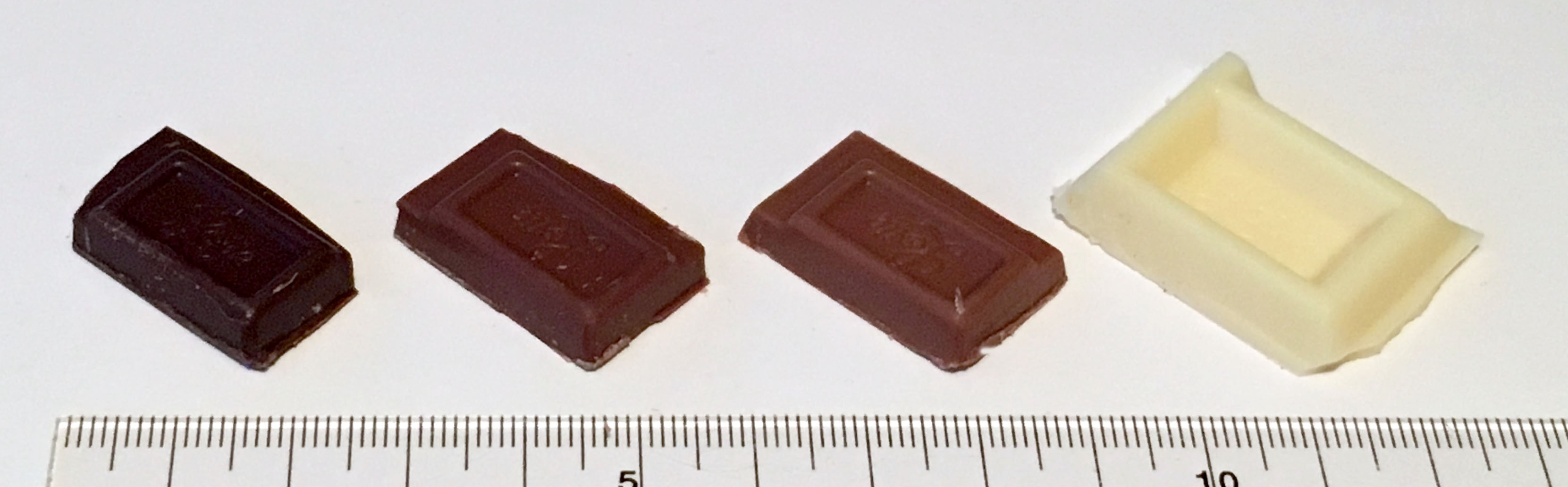
ブラック、ミルク、ローストミルク、ホワイト

ガーナチョコレート (Ghana Chocolate) は、ロッテが販売しているチョコレートブランドの一つ。創業16年後の1964年2月に、チューインガムを製造していたロッテは初めてミルクチョコレートを発売した。

## 歴史
1948年（昭和23年）に創業したロッテは、1961年ごろにチョコレート分野へ進出を決めた。ミルクチョコレートは配合で風味が変化するため、原料の組み合わせは非常に繊細で重要な問題であった。チョコレートの製法を熟知するスイス人マックス・ブラックに協力を求め、ロッテが満足するミルクチョコレートを得た。
1964年2月に浦和チョコレート工場が完成し、『ガーナミルクチョコレート』の製造を開始した。新商品の認知度を高めるため、真っ赤な『ガーナ』の手提げ袋を手に持つ女子大生の集団が東京都内を一週間歩き、話題となる。
1974年のオイルショック当時は、30円、50円、100円、150円の商品を揃えて販売した。
2003年にロッテは、商品名の由来となったカカオ産地のガーナ共和国について、ガーナの技術者を支援する「ガーナ基金」を設立した。

### パッケージデザイン
時代の風潮に合わせて彩度や文字の配置を変更するなど、度々パッケージデザインを変更している。

### 母の日ガーナ
ロッテの社員が『ガーナ』の赤から母の日のカーネーションを連想し、母の日に『ガーナ』を贈り家族内のコミュニケーションを深めてもらうことを目的に企画した。著名人が母へプレゼントとしてガーナチョコレートを差し出す描写をテレビCMに用いた。

### CMソング
「♪チョコレート、ロッテ」のフレーズで知られるコマーシャルソングのタイトルは「小さな瞳」。しばたはつみやビリー・バンバンが歌唱するバージョンが有名だが、多くの歌手・アーティストが歌唱するバージョンも存在する。ロッテ提供番組『ロッテ 歌のアルバム』OPテーマとしても使われた（玉置宏時代まで）。また2018年10月から2019年3月まで、近くにロッテ工場が存在する西武鉄道新宿線新狭山駅の発車メロディとして使用された（後述の「角笛による『ポッポポー』も含む）

### その他のCMソング
- パープル・シャドウズ　原曲「瞳の世界」（シングル「さみしがりや」PHILIPSレコードSR-1064のB面）（1968年）
- 柳ジョージ「夢を追いこして」（1994年）[4]
- DREAMS COME TRUE「はじまりのla」（2004年）
- DREAMS COME TRUE「JET!!!」（2005年）
- DREAMS COME TRUE「今日だけは」（2006年）
- チャットモンチー「バスロマンス」（2007年）
- 大塚愛「未来タクシー」（2007年）
- 青山テルマ「ママへ」（2008年）
- YUKI「メッセージ」（2008年）
- Lil'B「キミが好きで」（2009年）
- 中島美嘉「BABY BABY BABY」（2010年）
- universe「ハルイロ」（2010年）
- KARA「SOS」（2011年）
- moumoon「トモダチ/コイビト」（2012年）[5]
- Rake「大切な人」（2012年）
- chay「はじめての気持ち」（2012年）
- HKT48「お願いヴァレンティヌ」（2013年）[6]
- AI「ママへ」（2013年）
- aiko「君の隣」（2013年）
- スピッツ「春の歌」（2014年）[7]
- コブクロ「hana」（2015年）
- コブクロ「tOKi meki」（2016年）
- Eve × suis from ヨルシカ「平行線」（2021年）[8]
- YUKIKA「メモリアルロンリネス」（2021年）

## 製品ラインナップ
- ガーナミルク
  - ガーナエクセレント
  - ガーナスリムパック
  - ガーナミニボックス
  - ガーナミルクボトル
- ガーナブラック
  - ガーナブラックエクセレント
  - ガーナブラックスリムパック
- ガーナローストミルク
- ガーナクリーミーミルク
- ガーナホワイト
- ガーナリップル
- ガーナホットチョコレートミルク
- ガーナホットチョコレートブラック
- ガーナボールポップジョイ

## 過去の製品
- ロッテガーナミルク
- ロッテガーナセミスイート
- ガーナミルクチョコレート
- ガーナ復刻版1982

## 競合製品
- 明治ミルクチョコレート（明治）
- 森永ミルクチョコレート（森永製菓）

## CM出演者
（五十音順）
- 浅田真央
- 荒川静香
- 安藤美姫
- 五十嵐隼士
- 石川遼
- 市原隼人
- 上戸彩
- 内田有紀
- 榮倉奈々
- 大政絢
- 尾上寛之
- 亀梨和也
- 川村陽介
- 桐谷健太
- 鯨井康年
- 久間田琳加
- 小泉今日子
- 小出恵介
- 郷ひろみ
- 九重佑三子
- 桜庭ななみ
- 佐々木希
- 佐藤健
- 佐藤隆太
- 城田優
- 関口宏
- 村主章枝
- 高岡蒼甫
- 武井咲
- 土屋太鳳
- 中尾明慶
- 長澤まさみ
- 夏未エレナ
- 羽生結弦
- アニメ『ピーナッツ』
- 広瀬すず
- 深田恭子
- 浜辺美波
- 堀北真希
- 本田真凜
- 松井愛莉
- 松岡修造
- 松坂桃李
- 松本伊代
- 森迫永依
- 山田杏奈
- 吉田美和

太字はガーナ3人娘
- ※九重は1964年発売時に担当。スイスの風景をバックに角笛を「ポッポポー」と鳴らす場面が強い印象を与えた。その後、発売20周年の1983年に再登場、当時のフイルムを映した直後に、1983年現在の九重を映した。
- ※浅田、荒川、安藤、村主、羽生は日本オリンピック委員会「選手強化キャンペーン」にロッテが協賛しており、その一環としての参加。
- ※佐藤隆太、市原、小出、城田、中尾、高岡、桐谷、佐藤健、五十嵐、川村、尾上は『ROOKIES -卒業-』とのコラボCM。

## コラボ商品
- カルビー/じゃがりこ
  - じゃがりこガーナ
- ロッテ/トッポ
  - ガーナdeトッポ
  - パンdeガーナ＜ハニートースト＞
- 麺屋武蔵
  - ガーナ味噌ラーメン
- ロッテリア 2012年1月
  - ガーナミルクチョコレートシェイク
  - ガーナミルクチョコレートパイ
- 笑笑
  - カリカリガーナチョコのカルボディップ
  - 秘密の告白〜ガーナチョコ×リゾットの真実〜
  - おもちポテト〜ガーナチョコでいかが？〜
  - ガーナチョコカナッペ〜魔法のじゅうたん〜
- チョコレボ ガーナの森を育てるチョコレート[9]
  - Kinpro&メリー「カカオフレンズ」
  - ヨックモック「チョコレートクッキーズ フォー ガーナ」
  - メサージュ・ド・ローズ「ソニア アン(ガーナの木)」
  - チョコレボ byクラージュ「チョコレートドリンク詰合せ」
  - クラブハリエ「タブレット」ビター・ミルク
  - チョコレボ「ガーナの森をつくるチョコ」
- サークルKサンクス/シェリエドルチェ
  - ガーナ なめらかシュークリーム
  - ガーナ 雪のとろけるショコラケーキ